# 34302 Riagalanos
2000 QU172 (asteroide 34302) é um asteroide da cintura principal. Possui uma excentricidade de 0.08983440 e uma inclinação de 4.90599º.
Este asteroide foi descoberto no dia 31 de agosto de 2000 por LINEAR em Socorro.